# Зеленые (дворянство)
Зеленые (Зеленово, Зеленовы) — русский древний дворянский род, восходящий к концу XV века.
Род внесён во VI часть родословной книги Псковской губернии.
Другой род (или другая ветвь) Зеленых существовала в Херсонской губернии.

## Происхождение и история рода
Происхождение рода неизвестно. Иродион и Иван Ивановичи Зеленые, владели поместьями в Деревской пятине (1495). Ефимия Ивановна, помещица Суздальского уезда (1542). Родоначальник дворянского рода — Мирон-Богдан Зеленый жил в XVI веке. Его сын Денис Миронович (Богданович) по прозванию Неупокой пожалован вотчинами, селами и пустошами (1599), умер (1652).
Салтан Семёнович, пятидесятник, помещик Полоцкого уезда (1570). Постник Зеленый стрелецкий голова и воевода в Туровле (1579). Фёдор Зеленый казачий голова, осадный голова в Туровле (1574—1579), воевода в Гомеле (1580). Сын боярский Василий Зеленые послан послом к шведам (1591).
Дьяк Семён Зеленый подписал грамоту об избрании на престол царя Михаила Федоровича. Генерал-адъютант Александр Алексеевич — министр государственных имуществ.

## Описание герба
Щит разделен крестообразно на 4 части. В 1-й правой части в голубом поле, влево обращенное серебряное полулуние. Во 2-й левой части в золотом поле распущенное чёрное крыло. В 3-й правой части в серебряном поле морские волны, на которых плавает дельфин. В 4-й левой части в зеленом поле три золотых снопа. На щите дворянский шлем и корона, на которой три белых страусовых пера. Намёт справа — голубой. слева — зеленый, подложен золотом. Щитодержатели: два рыцаря с копьями.

## Известные представители
- Зеленой Григорий Фёдорович — воевода в Твери (1617).
- Зеленой Семен — дьяк, воевода на Двине (1617—1621).
- Зеленой Моисей Осипович — воевода в Лаишеве (1627), Кайгородке (1630), московский дворянин (1627—1636).
- Зеленой Сила Алексеевич — воевода в Ядрине (1629—1630).
- Зеленой Алексей — воевода в Холме (1648—1649).
- Зеленой Сергей Силач — воевода в Ладоге (1648).
- Зелёные: Сергей Силин и Кирилл Дмитриевич — московские дворяне (1658).
- Зеленой Алексей Григорьевич — воевода в Белой (1663—1664).
- Зеленой А. И. — воевода в Болхове (1668).
- Зеленый Иван Алексеевич — московский дворянин (1671—1677).
- Зеленой Федор Алексеевич — воевода в Кунгуре (1675).
- Зелёный Иван Тихонович — московский дворянин (1676).
- Зеленой Никифор Сергеевич — воевода в Можайске (1684), московский дворянин (1692).
- Зелёный Пётр Устинович — московский дворянин (1695)[4][5].
- Зеленой Алексей Николаевич (1784—1864) — капитан-лейтенант Российского императорского флота.
  - Зеленой, Александр Алексеевич (1818—1880) — генерал-адъютант, генерал от инфантерии (пехоты).
  - Зеленой, Павел Алексеевич (1833—1909) — русский военачальник и государственный деятель, полный генерал по Адмиралтейству.
    - Зеленой, Александр Павлович (1872—1922) — российский контр-адмирал.
    - Зеленая, Екатерина Павловна (1874—?), замужем за уездным предводителем дворянства князем М. П. Путятиным;
    - Зеленая, Ольга Павловна (1877—?), замужем за шталмейстером, князем П. П. Путятиным. В 1919 году семья через Одессу эмигрировала на Мальту, а затем в Париж.
      - Путятина, Наталья Павловна (1904—1984) — единственная дочь.
- Зеленой, Павел Николаевич — Георгиевский кавалер; лейтенант; № 3298; 26 ноября 1816 года.
- Зеленой, Илья (17?—?) — офицер Российского императорского флота, родитель династии деятелей флота.
  - Зеленой, Александр Ильич (1809—1892) — адмирал и член Адмиралтейств-совета.
    - Зеленой, Илья Александрович (1841—1906) — капитан 1-го ранга, флаг-капитан великого князя Константина Николаевича, воспитатель великих князей Константина и Дмитрия Константиновичей.
      - Зеленой, Александр Ильич (1870—1911)[6].
      - Зеленая, Анфиса Ильинична (1873).
      - Зеленой, Константин Ильич (1875).

    - Зеленой, Сергей Александрович (1842) — с 1902 года председатель Севастопольского морского суда.
    - Зеленой, Николай Александрович (1844) — вице-адмирал, был председателем Комитета добровольного флота.
    - Зеленой, Павел Александрович (1839—1912) — статский советник, в 1897—1905 годах — одесский городской голова, редактор-издатель «Одесского вестника».
    - Зеленой, Константин Александрович (1850—1902) — статский советник, камер-юнкер, был правителем дел канцелярии правления Петербургской АН, заведующим академической типографией.

  - Зеленой, Семён Ильич (1810—1892) — адмирал Российского императорского флота.
    - Зеленый, Александр Семёнович (1839—1913) — генерал от инфантерии.
    - Зеленой, Константин Семёнович (1843) — офицер Российского императорского флота.
    - Зеленой, Илья Семёнович (1851) — член Таганрогского окружного суда.

  - Зеленой, Иван Ильич (1811—1877) — генерал-майор флота, редактор журнала «Морской сборник».
  - Зеленой, Никандр Ильич (1829—1888) — генерал-майор по Адмиралтейству, публицист, педагог, редактор журнала «Морской сборник».
  - Зеленой, Нил Ильич (18?—?) — капитан 2-го ранга Российского императорского флота.